# Leposoma nanodactylus
Leposoma nanodactylus là một loài thằn lằn trong họ Gymnophthalmidae. Loài này được Rodrigues miêu tả khoa học đầu tiên năm 1997.